# Jadakiss
Jadakiss (* 27. května 1975 Yonkers, New York), vlastním jménem Jason Phillips, je americký rapper, člen skupiny The LOX a spoluvlastník společnosti a labelu D-Block.

## Stručný životopis
Jason Phillips se narodil v New Yorku. V šestnácti letech vyhrál soutěž ve freestyle rapu na Floridě, to mu vyneslo smlouvu s labelem Ruff Ryders Records. Roku 1994 zakládá skupinu "The Warlocks", která se upíše pod "Bad Boy Records", kde změní svůj název na The LOX (Livin' Off eXperience), téhož roku se Jadakiss setkal s The Notorious B.I.G., s kterým udržoval blízké přátelství až do Biggieho smrti v roce 1997. Poté vydal tři alba, která ho zařadila mezi uznávané rappery.

## Diskografie

### Studiová alba
| Rok  | Album | Nejvyšší umístění v hitparádě | Nejvyšší umístění v hitparádě | Nejvyšší umístění v hitparádě | Ocenění   |
| Rok  | Album | US 200                        | US Hip-Hop                    | US Rap                        | Ocenění   |
| ---- | --- | ----------------------------- | ----------------------------- | ----------------------------- | --------- |
| 2001 | Kiss tha Game Goodbye - Vydáno: 7. srpna 2001 - Vydavatel: Ruff Ryders, Interscope                                      | 5                             | 2                             | -                             | US: zlaté |
| 2004 | Kiss of Death - Vydáno: 22. června 2004 - Vydavatel: Ruff Ryders, Interscope                                            | 1                             | 1                             | 1                             | US: zlaté |
| 2009 | The Last Kiss - Vydáno: 7. dubna 2009 - Vydavatel: Ruff Ryders, D-Block, Roc-A-Fella, Def Jam                           | 3                             | 1                             | 1                             | US: /     |
| 2015 | Top 5 Dead or Alive - Vydáno: 20. listopadu 2015 - Vydavatel: Def Jam                                                   | 4                             | 1                             | 1                             | US: /     |
| 2017 | Friday on Elm Street (s Fabolous) - Vydáno: 24. listopadu 2017 - Vydavatel: Street Family, Roc Nation, D-Block, Def Jam | 10                            | 3                             | 3                             | US: /     |
| 2020 | Ignatius - Vydáno: 6. března 2020 - Vydavatel: D-Block, Roc Nation, Def Jam                                             | 31                            | 19                            | 15                            | US: /     |

### Mixtapes
- 2004 - The Champ is Here
- 2009 - Kiss My Ass: The Champ is Here pt. 2
- 2010 - The Champ is Here pt. 3
- 2011 - I Love You (A Dedication to My Fans)
- 2012 - Consignment
- 2015 - #T5DOA: Freestyle Edition

### Úspěšné singly
- 2001 - Knock Yourself Out
- 2004 - Time's Up! (ft. Nate Dogg)
- 2004 - Why (ft. Anthony Hamilton)
- 2004 - U Make Me Wanna (ft. Mariah Carey)